# José Luis Sánchez Capdevila
Pour les articles homonymes, voir Capdevila.
José Luis Sánchez Capdevila est un footballeur espagnol né le 12 février 1981 à Saragosse.

## Palmarès
- Real Valladolid
  - Champion de Segunda Division en 2007.
- Club Bolivar
  - Champion de Primera Division en 2014.
  - Champion de Primera Division en 2015.